# Гойда, Андрей Юрьевич
Андрей Юрьевич Гойда (укр. Андрій Юрійович Гойда; 7 марта 1949, Ужгород — 15 сентября 2007, Ужгород) — украинский мастер художественной росписи, художник. Член Национального союза художников Украины с 1989 года.

## Биография
Родился 7 марта 1949 года в городе Ужгороде, УССР. Сын поэта Юрия Гойды. В 1968 году окончил отделение художественной росписи Ужгородского училища прикладного искусства, где учился у Павла Баллы, Эдиты Медвецкой-Лутак, Шандора Петки.
В течение 1969—1982 годов работал оформителем в художественно-рекламных мастерских Закарпатского областного союза потребительских обществ; в 1983—1990 годах — художественным редактором в издательстве «Советское Закарпатье»; с 1996 года занимал должности главного художника газеты «Ведомости милиции» и заместителя главного редактора газеты «Карпатский евромост».
Жил в Ужгороде в доме на улицы Заньковецкой, № 23, квартира № 50. Умер в Ужгороде 15 сентября 2007.

## Творчество
Работал в отраслях масляной живописи, карикатуры, книжной иллюстрации. Среди работ:
- «Музыканты» (1982)
- «Истребитель» (1986)
- «Хомут» (1988)
- «Псоглавцы» (1995)
- «Яблоневый поток» (1995)
- «Весенний ветер» (1995)
- «Марионетки» (2000)
- «Театральные мотивы» (2004)

Как карикатурист начал печататься в «Молодёжи Закарпатья», в дальнейшем его публиковали сатирический журнал «Перец», журналы «Аврора», «Изобретатель и рационализатор» и другие.
Иллюстрировал книги Феликса Кривина: «Принцесса Грамматика», «Миллион лет до любви», «Я угнал машину времени», «Круги на песке» (1983), «Хвост павлина» (1988), «Псоглавцы» (1993), «Неровные» (1999), «Истребитель» (2000).
С 1981 года участвовал в областных, всеукраинских художественных выставках. Персональные выставки состоялись в Берегово в 1969 году и Ужгороде в 1979 году. Под эгидой ЮНЕСКО работы художника были представлены на международных биеннале карикатуры и сатирической скульптуры в Болгарии — в Габрово, Югославии — в Скопье, Канаде, Австралии (1986), Латвии и Италии.
Работы хранятся в музеях Болгарии и Италии.
После смерти художника издательством «Карпаты» был выпущен сборник его карикатур «Белое и чёрное», который содержит 185 рисунков.